# Mornac
Mornac é uma comuna francesa na região administrativa da Nova Aquitânia, no departamento de Charente. Estende-se por uma área de 23,48 km². Em 2010 a comuna tinha 2 212 habitantes (densidade: 94,2 hab./km²).